# Matthias Theisen
Matthias Theisen, fälschlicherweise gelegentlich auch Theissen (* 30. Januar 1885 in Essen; † 10. April 1933 in Braunschweig), war ein deutscher Gewerkschaftssekretär und Politiker (zunächst der KPD, dann der SPD) in Braunschweig. Er wurde von der  SS ermordet.
Theisen war Geschäftsführer der Zahlstelle des Baugewerksbundes in Braunschweig und bis 1928 einziger Abgeordneter der KPD in der Braunschweiger Stadtverordnetenversammlung. Als er 1929 dem damaligen Magdeburger Stadtrat und SPD-Mitglied Ernst Böhme bei dessen Wahl zum Bürgermeister der Stadt Braunschweig seine Stimme gab, forderte ihn die KPD anschließend auf, sein Mandat niederzulegen. Theisen weigerte sich zunächst, trat dann aber in die SPD ein und wurde 1931 als sozialdemokratischer Abgeordneter wiedergewählt.

## Verhaftung, Folterung und Tod

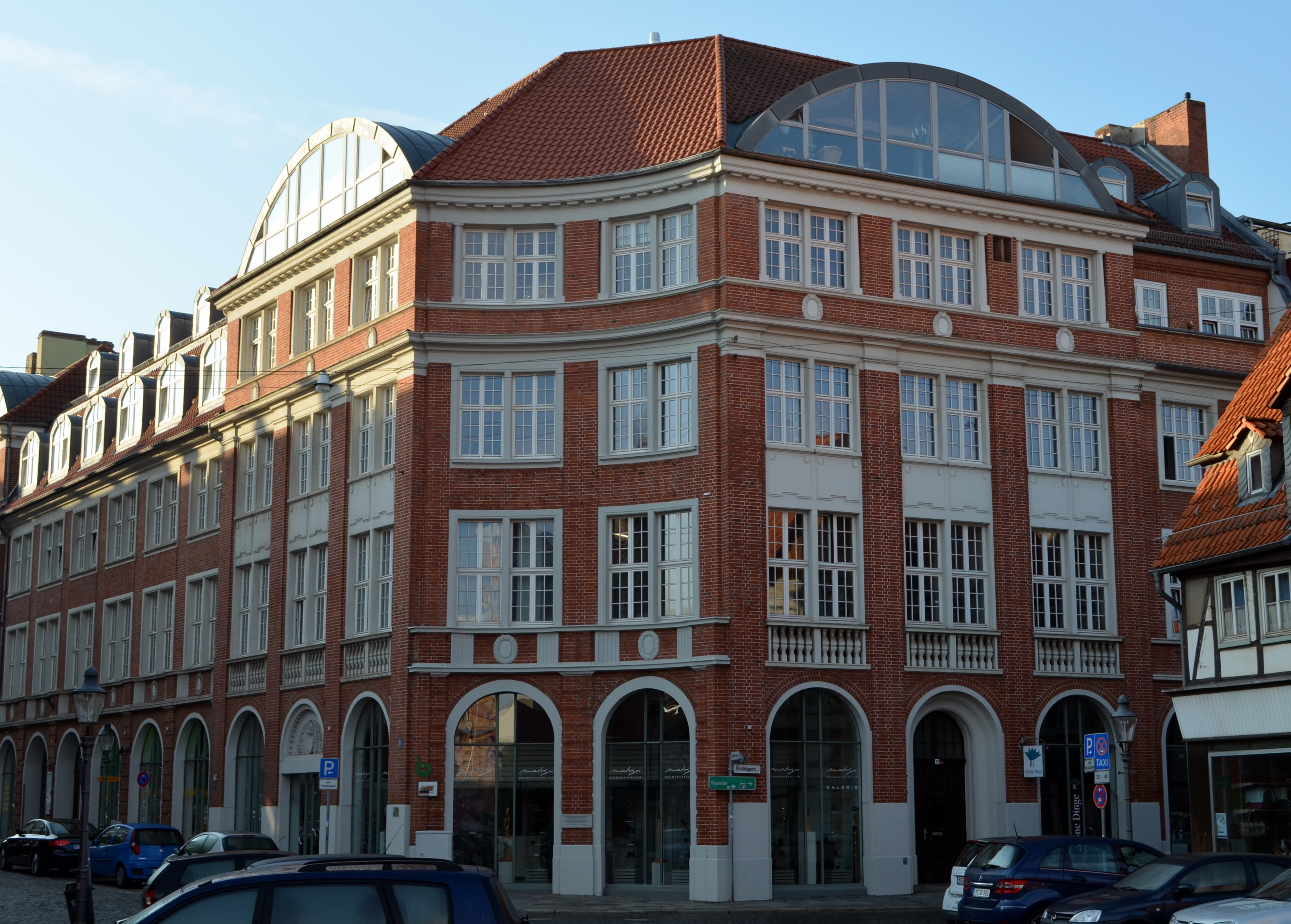
Das Volksfreund-Haus 2011

Nach der „Machtergreifung“ der Nationalsozialisten gelang es Theisen zunächst, sich der Verhaftung durch Flucht zu entziehen, jedoch wurde sein Versteck verraten. Theisen wurde am 25. März 1933, demselben Tag wie auch Ernst Böhme, in seiner Wohnung von SS-Mitgliedern überfallen, in Gegenwart seiner Ehefrau zusammengeschlagen und anschließend in das von der SS besetzte ehemalige Volksfreund-Haus der SPD gebracht, wo er über längere Zeit gefoltert wurde. Ein Ziel der Folter war es, Theisen zum Verzicht auf sein Stadtverordnetenmandat zu zwingen – jedoch weigerte er sich. Der spätere NSDAP-Justiz- und Finanzminister des Freistaates Braunschweig, Friedrich Alpers, war bei den Misshandlungen zeitweilig mit anwesend.
Theisens Frau gelang es schließlich, ihren schwer verletzten Mann in das St.-Vinzenz-Krankenhaus zu bringen, wo er aber trotz intensiver Bemühungen wenige Tage später an den Folgen der schweren Misshandlungen verstarb. Sein Körper war durch die Folter dermaßen entstellt, dass der behandelnde Arzt Waldvogel Fotos davon machte. Ein Kollege denunzierte ihn daraufhin bei der Gestapo. Waldvogel entzog sich der Verhaftung durch Suizid.
Nach Theisens Tod erstattete seine Frau zusammen mit dem Zentralvorstand des Baugewerksbundes in Berlin Strafanzeige wegen Mordes bei der Staatsanwaltschaft Braunschweig. Diese beschlagnahmte daraufhin Theisens Leichnam. In der Folge musste öffentlich zugegeben werden, dass Theisen an den Folgen der Misshandlungen der SS starb, ein für die damalige Zeit sehr seltener Fall, in dem der Tod durch Folterung nicht nur amtlich dokumentiert, sondern auch bestätigt wurde.